# Brest 2020
Brest 2020 est la huitième édition des Fêtes maritimes de Brest initialement prévue du 10 au 16 juillet 2020. Le conseil d'administration de Brest événements nautiques, association organisatrice, a décidé de reporter l'événement en raison de la pandémie de Covid-19. Il a été reporté à juillet 2021, puis juillet 2022 et enfin à juillet 2024.
Lieu de regroupement de nombreux navires anciens, la fête présente également des animations à quais, centrées autour de « villages » en l'honneur de pays invités, et de scènes réparties sur l'ensemble du site.  
De nombreux stands viennent compléter ce dispositif, présentant les partenaires institutionnels (Marine Nationale, SHOM, ..), commerciaux (DCNS, Armor Lux, Paysan Breton...).  Le monde associatif est également présent au travers d'autres stands.

## Déroulement
Chaque journée présente une thématique particulière, en liaison avec l'actualité ou l'une des cinq escales maritimes mises à l'honneur : 
- Océan Atlantique,
- Océan Pacifique,
- Mer Méditerranée,
- Océan Indien,
- Océans Arctique et Antarctique.

Lors d'une « grande parade maritime », de nombreux bateaux devaient rejoindre le port du Rosmeur à Douarnenez pour participer à Temps Fête 2020, festival maritime de Douarnenez qui devait se tenir du 15 au 19 juillet.

### L'Archipel
Ce nouveau lieu sera un centre d'interprétation situé au Parc des chaînes, afin de « mettre en perspective ce que voit le visiteur ». Cinq îlots présenteront des thématiques propres aux Fêtes maritimes internationales : la recherche et l'innovation, les métiers et la formation, l'environnement, la culture matérielle et immatérielle et la construction maritime.

## Flotte invitée
Plus d'un millier de bateaux de tous les types sont inscrits aux Fêtes maritimes internationales de Brest 2020.
Quelques grandes unités déjà programmées :
 Argentine :
- ARA Libertad : trois-mâts carré - 103,70 m - (1956)

 France : 
- Belem : trois-mâts barque - 58 m - (1896)  Classé MH (1984)
- Marité : trois-mâts barque - 45 m - (1921)
- La Recouvrance : aviso-goélette - 41 m - (1991)
- Bel Espoir II : goélette à trois mâts - 38,5 m - (1944)  Classé MH (1993)
- Neire Mâove

 Monténégro :
- Jadran : trois-mâts goélette - 58 m - (1931)

 Pays-Bas :
- Artémis : trois-mâts - 59 m - (1926)
- Oosterschelde : Goélette à trois mâts - 50 m - (1918)
- Hendrika Bartelds : trois-mâts goélette - 49 m - (1917)

 Russie :
- Mir : trois-mâts carré - 109,20 m - (1987)
- Shtandart : Trois-mâts carré (réplique frégate russe) - 34,5 m - (1999)

 Ukraine :
- Presviata Pokrova : tchaïka cosaque - 20 m - (1992)

## Embarquement
Des voiliers de tradition ainsi que des vedettes proposent des sorties en rade de Brest, 1h30 ou 3 heures  : La goélette Neire Mâove, le cotre Sainte Jeanne, le cotre Marie-Georgette , le ketch Skeaf, le ketch Vegesack (BV 2), le lougre Corentin, la bisquine La Granvillaise, etc.

## Sur les quais

### Animations musicales
Tout au long des festivités, des concerts ont lieu sur les espaces scéniques, ainsi qu'en déambulation sur l'ensemble du site des fêtes maritimes.
Quai ouest musiques, organisateur du festival du Bout du monde, est chargé de la programmation et de la tenue d'un tremplin destiné à promouvoir les jeunes talents locaux durant l'événement.